# Geschichte North Carolinas
Die Geschichte North Carolinas umfasst die Entwicklungen auf dem Gebiet des US-amerikanischen Bundesstaates North Carolina von der Urgeschichte bis zur Gegenwart. Sie beginnt mit der durch Artefakte und Ausgrabungen belegten vorgeschichtlichen Besiedlung der Region durch amerikanische Ureinwohner. Europäer betraten das Gebiet erstmals 1524, die eigentliche Geschichtsschreibung beginnt mit der Kolonisation der Region durch britische Siedler um 1580. Die erste Kolonie wurde auf der Insel Roanoke begründet. North Carolina ist eine der ursprünglichen Dreizehn Kolonien und wurde nach dem englischen König Karl I. (lateinisch: Carolus) benannt. Bis 1729 existierte die Provinz Carolina, die später in zwei Teile zerfiel, die heute die Staaten North und South Carolina bilden. Nach der Unabhängigkeitserklärung und der Loslösung der Provinz von der britischen Krone wurde North Carolina zum 12. Staat der Union. Während des Sezessionskriegs stellte sich North Carolina als traditioneller Sklavenhalterstaat am 20. Mai 1861 auf die Seite der Konföderierten Staaten von Amerika und hielt auch nach Wiedereintritt in die Union am 4. Juli 1868 bis ins 20. Jahrhundert an der Rassentrennung fest. In Kitty Hawk, North Carolina, fand 1903 der erste erfolgreiche Flug der Gebrüder Wright statt. Bis ins beginnenden 21. Jahrhundert wandelte sich das Bild des landwirtschaftlich geprägten Staates aufgrund verschiedener politischer Maßnahmen hin zu einem aufstrebenden und wirtschaftlich erfolgreichen Teil der Vereinigten Staaten.

## Ureinwohner und englische Besiedelung
Hauptartikel: Indianer Nordamerikas, Roanoke (Kolonie), Geschichte der Vereinigten Staaten
Ursprünglich wurde North Carolina von vielen unterschiedlichen Stämmen der amerikanischen Ureinwohner bewohnt. Als der erste Europäer, Giovanni da Verrazzano, im Jahre 1524 das Land auf der Suche nach einer Passage in den Pazifik betrat, besiedelten Stämme der Cherokee, Tuscarora, Muskogee, Cheraw, Tutelo, Catawba und einige kleinere, mit den Irokesen und den Algonkin verwandte Stämme, das Land. Verrazano traf nach seiner Überfahrt von Europa zunächst auf die Landspitze Cape Fear und segelte anschließend entlang der vorgelagerten Outer Banks nach Norden.
60 Jahre später, im Jahre 1584, erteilte Königin Elisabeth I. dem Namensgeber der heutigen Hauptstadt North Carolinas, Sir Walter Raleigh, die Erlaubnis eine Kolonie namens Virginia in Nordamerika zu gründen und den Kontinent zu besiedeln. An der Küste North Carolinas wurde in den 1580ern der erste Versuch einer dauerhaften Kolonisierung des Kontinents durch englischsprachige Siedler unter der Leitung Ralph Lanes unternommen, der allerdings scheiterte.
Der zweite Versuch, geleitet durch John Winter und ebenfalls initiiert durch Raleigh, begann im Frühjahr 1587 mit 110 Siedlern, unter denen sich 17 Frauen und neun Kinder befanden. Die Gruppe traf im Juni 1587 nahe Kap Hatteras ein und besiedelten die Insel Roanoke, wo sie die Häuser des vorangegangenen Besiedelungsversuches fanden. Nach der Ankunft gab es lediglich zwei überlieferte Ereignisse: Zwei „freundliche“ Indianer konnten bekehrt werden und am 18. August 1587 wurde ein Baby geboren. Virginia Dare, so der Name des Mädchens, war das erste in der Neuen Welt geborene Kind englischsprachiger Siedler. Dare County wurde später zu ihren Ehren benannt.
Die Siedler trafen auf große Schwierigkeiten und als die Vorräte knapp wurden, zwangen sie White nach England zurückzukehren um Nachschub zu holen. In England eingetroffen, konnte White wegen eines drohenden Angriffs durch die spanische Armada nicht sofort nach Roanoke zurückkehren. Als er im Jahre 1590 endlich wieder auf der Insel eintraf, fand er dort nur die Überreste der Siedlung vor. Es gab keine Lebenszeichen, der einzige Hinweis war das Wort „CROATAN“, dass in einen der umstehenden Bäume geschnitzt worden war. Trotz vieler Spekulationen konnte nie geklärt werden, was in der Siedlung und mit den Siedlern wirklich geschah und der zweite englische Besiedlungsversuch, die Lost Colony gilt als eines der mysteriösesten Ereignisse der amerikanischen Geschichte.

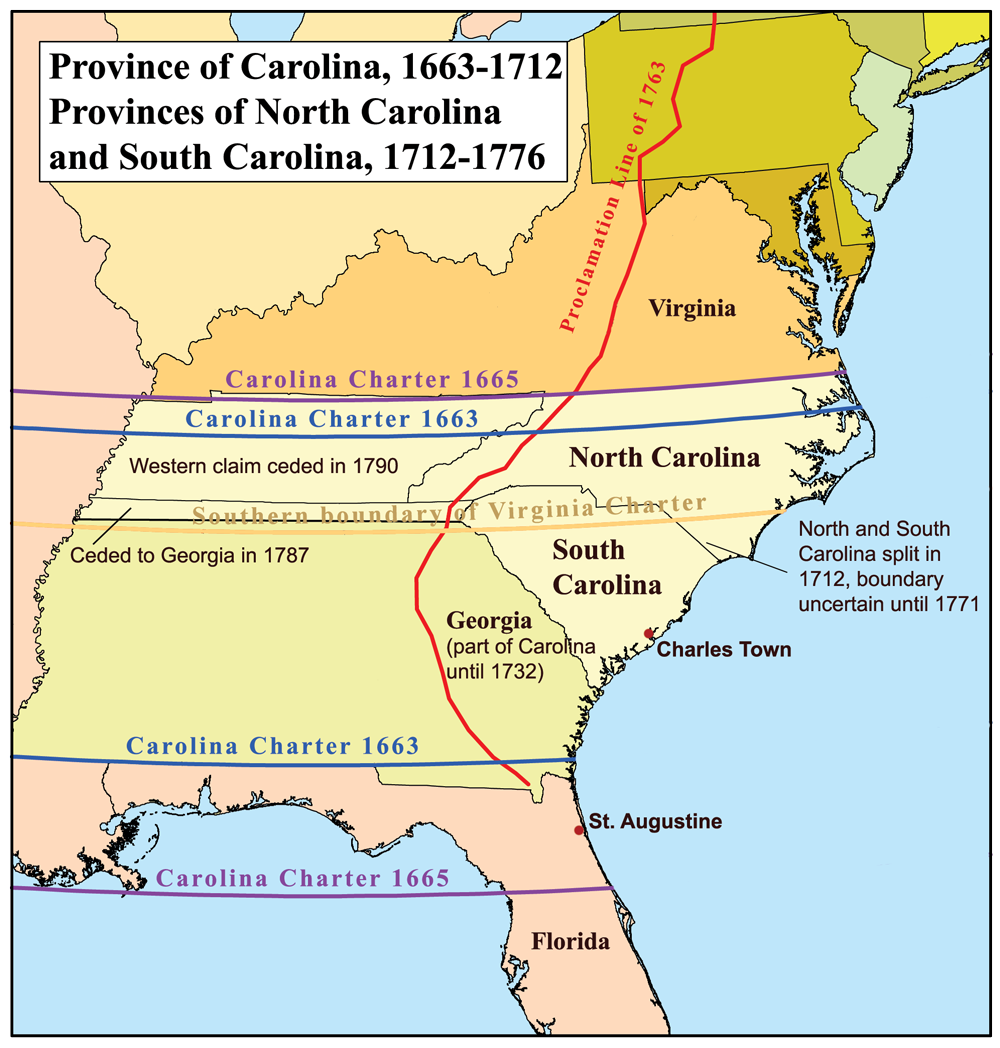
Entwicklung der Kolonie Carolina zwischen 1663 und 1776

Um 1650 zogen Siedler aus Virginia von Norden her in das Gebiet um Albemarle Sound, 1663 erlaubte Karl II. die Gründung einer neuen Kolonie auf dem nordamerikanischen Kontinent und legte dafür die Gemarkung fest. Er übergab das Land an acht Lord Proprietoren und nannte zu Ehren seines Vaters Karl I. (lat. Carolus) die neue Kolonie „Carolina“. Ein weiterer Erlass aus dem Jahre 1665 regelte territoriale Unstimmigkeiten. Im Jahr 1705 wurde Bath, die erste Stadt im heutigen North Carolina, von dem britischen Entdecker John Lawson gegründet. Carolina begann sich 1710 wegen Differenzen bei Fragen der Regierungsform zu spalten und es entstanden North Carolina und South Carolina. Letzteres wurde 1729 englische Kronkolonie, wodurch die Trennung auch offiziell vollzogen wurde.
Die unterschiedliche Besiedlungsstruktur der östlichen und westlichen Regionen der Kolonie beeinflusste entscheidend die politische, ökonomische und soziale Entwicklung North Carolinas vom 18. bis hinein ins 20. Jahrhundert. Die Küstenebene im Osten wurde überwiegend von Immigranten aus England und den schottischen Highlands besiedelt, während das höhergelegene Gebiet im Westen von den sogenannten Cohee, armen Siedlern schottisch-irischer Herkunft und Protestanten deutscher Abstammung bebaut wurde. Während des ausgehenden 18. Jahrhunderts war die Gruppe schottisch-irischer Einwanderer die größte, die von den Britischen Inseln stammte. Die Engländer und die Schotten aus den Highlands tendierten aufgrund langjähriger privater und geschäftlicher Verbindungen zur Loyalität gegenüber der Krone, während die Siedler im Westen der Kolonie eher die Unabhängigkeit Amerikas von England befürworteten.

## Aufstand der Regulatoren
In den späten 1760er Jahren entstanden Spannungen zwischen den Landwirten des Piedmont, vornehmlich Bewohnern der Countys Orange, Anson und Granville und den wohlhabenden Pflanzern der Küstenregionen, die in die Regulatoren-Bewegung mündeten. Den Farmern im Landesinneren war es aufgrund sehr bescheidener Bargeldreserven beinahe unmöglich, die Steuern und Abgaben zu bezahlen, und sie wehrten sich gegen die konsequente Verkleinerung ihres Besitzes durch Verkauf und Verpfändung, um die Steuerschuld zu decken. Die offensichtliche Verschwendung öffentlicher Gelder durch Gouverneur William Tryon zum Bau eines neuen Regierungssitzes in New Bern brachte das Fass für die überwiegend aus den unteren Bevölkerungsschichten stammenden Farmer zum Überlaufen.
Vornehmliches Ziel der sogenannten Regulatoren war die Errichtung einer demokratischen Volksvertretung, aber da die westlich gelegenen Gebiete North Carolinas in der Regierung der Kolonie unterrepräsentiert waren, war es für die Bauern schwierig, sich auf legalem Weg durchzusetzen und die Korruption der kolonialen Bediensteten zu bekämpfen. Letztendlich griffen die frustrierten Farmer zu den Waffen und besetzten das Gerichtsgebäude in Hillsborough. Nach einigen kleineren Scharmützeln brachte die ernsthafte Bedrohung der Vormachtstellung der herrschenden Klasse Tryon dazu, Truppen in die Krisenregion zu entsenden. Er besiegte die Regulatoren am 16. Mai 1771 in der Schlacht von Alamance, unweit des heutigen Burlington, und beendete damit den sieben Jahre andauernden Aufstand. Die in Gefangenschaft geratenen Anführer wurden gehängt, viele der überlebenden Regulatoren zogen nach dem verlorenen Kampf weiter westwärts nach Tennessee.
Einige Historiker sehen in diesem Aufstand einen der begünstigenden Faktoren für den Ausbruch oder bereits einen der ersten militärischen Akte des Amerikanischen Unabhängigkeitskrieges, obwohl sich der Unmut nicht gegen die Krone an sich, sondern gegen die Korruption in den öffentlichen Ämtern der Kolonie richtete.

## North Carolina während des Unabhängigkeitskrieges
Hauptartikel: Amerikanischer Unabhängigkeitskrieg
Die meisten der englischen Kolonisten waren Vertragsarbeiter, die ihre Arbeitskraft für eine bestimmte Zeit verkauften, um so die Kosten der Überfahrt nach Amerika zu erarbeiten. Anfangs waren die Grenzen zwischen den Vertragsarbeitern und den afrikanischen Sklaven und Arbeitern noch fließend, manchen Afrikanern wurde es ermöglicht sich ihre Freiheit zu verdienen, ehe die Sklaverei zu einem lebenslangen Status wurde. Die meisten freien Familien afrikanischer Abstammung, die vor der Revolution in North Carolina existierten, entstammten Beziehungen oder Ehen zwischen freien weißen Frauen und freien oder versklavten afrikanischen oder afro-amerikanischen Männern. Viele waren aus der Kolonie Virginia eingewandert oder waren die Nachfahren solcher Einwanderer. Als der Nachschub der Vertragsarbeiter aus England aufgrund verbesserter Lebensbedingungen auf den britischen Inseln nachließ, wurden mehr und mehr Sklaven importiert und die gesetzlichen Regelungen zu Sklaverei verschärft. Der Wohlstand und das ökonomische Wachstum basierte auf Sklavenarbeit, in den Anfangsjahren vor allem im Bereich des Tabakanbaus.
In Charlotte wurde von den Einwohnern des Mecklenburg County am 20. Mai 1775 angeblich die erste Unabhängigkeitserklärung während der Amerikanischen Revolution abgegeben, allerdings gibt es keine Quellen und auch keine Hinweise in den Zeitungen dieses Jahres auf eine solche Erklärung. Die früheste Kopie der Urkunde tauchte 1819 auf und wurde aus dem Gedächtnis formuliert. Ausdrücke wie beispielsweise „the rights of man“ klingen wie Übernahmen aus der Französischen Revolution und waren 1775 nicht gebräuchlich. Für die Existenz der ursprünglichen Urkunde gibt es keinen weiteren Nachweis, das Datum der Mecklenburg Declaration of Independence wird aber dennoch vom heutigen Bundesstaat North Carolina in Siegel und Flagge geführt.
Am 12. April 1776 wurden im vierten Provincial Congress, dem Kongress der Provinz North Carolina, beschlossen, die Unabhängigkeit von der britischen Krone zu erklären. Damit war North Carolina die erste Kolonie, die ihre zum zweiten Kontinentalkongress abgeordneten Delegierten durch die sogenannten Halifax Resolves ermächtigte, sich von England loszusagen. An dieses Ereignis in der Geschichte der Unabhängigkeit des Bundesstaates wird ebenfalls durch das Datum im Siegel und der Flagge North Carolinas erinnert.

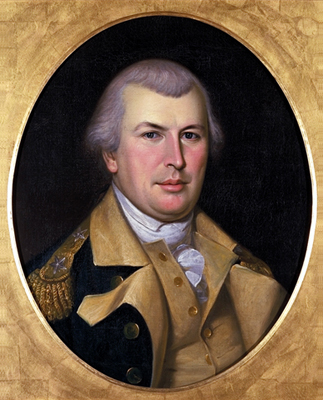
Nathanael Greene, 1783

In den ersten Kriegsjahren blieb North Carolina weitgehend von Kriegshandlungen verschont, wurde jedoch in den Jahren 1780 und 1781 ein wichtiger Schauplatz des Krieges. Einen wesentlichen Sieg errangen die sich lossagenden Amerikaner an der Grenze zwischen North und South Carolina in der Schlacht von Kings Mountain bei King’s Pinnacle. Am 7. Oktober 1780 besiegte eine Gruppe von 1000 Bergbewohnern aus dem westlichen North Carolina, das teilweise auch zu dem heutigen Tennessee gehört, britische Truppen mit ebenfalls etwa 1000 Mann unter der Führung des Majors Patrick Ferguson. Die meisten der britischen Soldaten in dieser Schlacht waren königstreue Carolinier, die sogenannten Loyalisten. Dieser Sieg verschaffte den für die Unabhängigkeit kämpfenden Patrioten einen entscheidenden Vorteil und verhinderte weitere Rekrutierungen von Tories aus der Bevölkerung North Carolinas durch die britischen Streitkräfte.
Als sich die britische Armee nach Siegen in Charleston und der Schlacht von Camden in South Carolina nordwärts bewegte, trafen sie auf die sie erwartenden Truppen der südlichen Division der kontinentalen Armee. Nach dem Sieg General Daniel Morgans am 17. Januar 1781 über den Kommandanten der britischen Kavallerie, Banastre Tarleton, in der Schlacht von Cowpens, lockte Nathanael Greene die britischen Truppen unter Lord Charles Cornwallis in das Kernland North Carolinas. Er schnitt ihn damit von den englischen Vorratslagern in Charleston ab. Dieses Manöver wurde als „The Race to the Dan“ (engl. Das Rennen zum Dan) oder „The Race for the River“ (engl. Das Rennen zum Fluss) bekannt.
Die Generäle Greene und Cornwallis trafen am 15. März 1781 in der Schlacht von Guilford Court House im heutigen Greensboro aufeinander. Obwohl die britischen Truppen am Ende der Schlacht siegten, wurden sie durch die empfindlichen Verluste, die ihnen von der zahlenmäßig deutlich überlegenen Amerikanischen Armee zugefügt wurden, stark beeinträchtigt. Nach diesem Pyrrhussieg entschloss sich Cornwallis an die Küste von Virginia zu ziehen und auf Verstärkung zu warten und seinen mitgenommenen Truppen Schutz durch die britische Marine zu verschaffen. Diese Entscheidung führte letztlich zur endgültigen Niederlage Cornwallis 1781 in der Schlacht von Yorktown in Virginia. Der Sieg der amerikanisch-französischen Armee stellte die Unabhängigkeit Amerikas von der Krone sicher. Die Kriegsparteien unterzeichneten im September 1783 den Pariser Frieden und Amerika wurde auch von England als souveräner Staat anerkannt.

## Zwischen den Kriegen (1783–1825)
Der 1787 vorgelegte Entwurf zur Verfassung der Vereinigten Staaten wurde in North Carolina kontrovers diskutiert. Die Delegierten, die sich im Juli 1788 in Hillsboro trafen um über den Entwurf zu entscheiden, stimmten anfangs wegen anti-föderalistischer Vorbehalte gegen die vorgelegte Verfassung. James Iredell und William Davie unternahmen enorme Anstrengungen um die Delegierten zur Annahme der Verfassung zu überreden, während in der Zwischenzeit die wohlhabenden nordöstlichen Regionen des Staates mit der Abspaltung drohten, sollte der Rest des Staates die Verfassung, die sie befürworteten, nicht ratifizieren. Eine weitere Versammlung der Delegierten in Fayetteville über ein Jahr später führte zu einer positiven Abstimmung und North Carolina ratifizierte als zwölfter und letzter Bundesstaat die amerikanische Verfassung.
Im Jahr 1790 unterstellte North Carolina die westlichen Landstriche, inklusive Washington, Davidson, Hawkins, Greene, Sullivan, Sumner und der Countys in Tennessee der Regierung. Zwischen 1790 und 1796 wurde das Gebiet als Tennessee Territory bezeichnet, wurde dann im Jahr 1796 zu Tennessee, dem 16. Bundesstaat der Union.
Vor dem Unabhängigkeitskrieg war North Carolina, sogar nach den Maßstäben der Südstaaten, ein ländlich geprägter Staat. 1860 hatte nur die Hafenstadt Wilmington, mehr als 10 000 Einwohner, während die Hauptstadt North Carolinas kaum mehr als 5000 Einwohner hatte. Nach der Revolution bemühten sich Quäker und Mennoniten die Sklavenbesitzer zur Befreiung ihrer Sklaven zu überreden. Viele Sklavenhalter wurden durch ihre Anstrengungen überzeugt und ließen Sklaven frei. Die Zahl freier Schwarzer in North Carolina stieg während der ersten Jahrzehnte nach dem Unabhängigkeitskrieg stetig an.
Obwohl die Sklavenhaltung weniger verbreitet war als in manchen anderen Südstaaten, waren nach der 1860 durchgeführten Volkszählung, mehr als 330.000 Menschen, das waren 33 % der Bevölkerung, in Sklaverei lebende Afroamerikaner. Sie lebten und arbeiteten überwiegend auf den Plantagen im Osten des Staates. Hinzu kamen weitere 30.463 freie Schwarze, die vornehmlich in derselben Region lebten, vorzugsweise in Hafenstädten wie Wilmington oder New Bern. Sie hatten Zugang zu einer Vielzahl von Berufen und waren bis ins Jahr 1835 wahlberechtigt. North Carolina erließ 1835 eine neue Verfassung die das Wahlrecht reformierte. Von nun an konnte der Gouverneur direkt für eine Amtsperiode von zwei Jahren gewählt werden. Gleichzeitig wurde das Wahlrecht für Afroamerikaner eingeschränkt

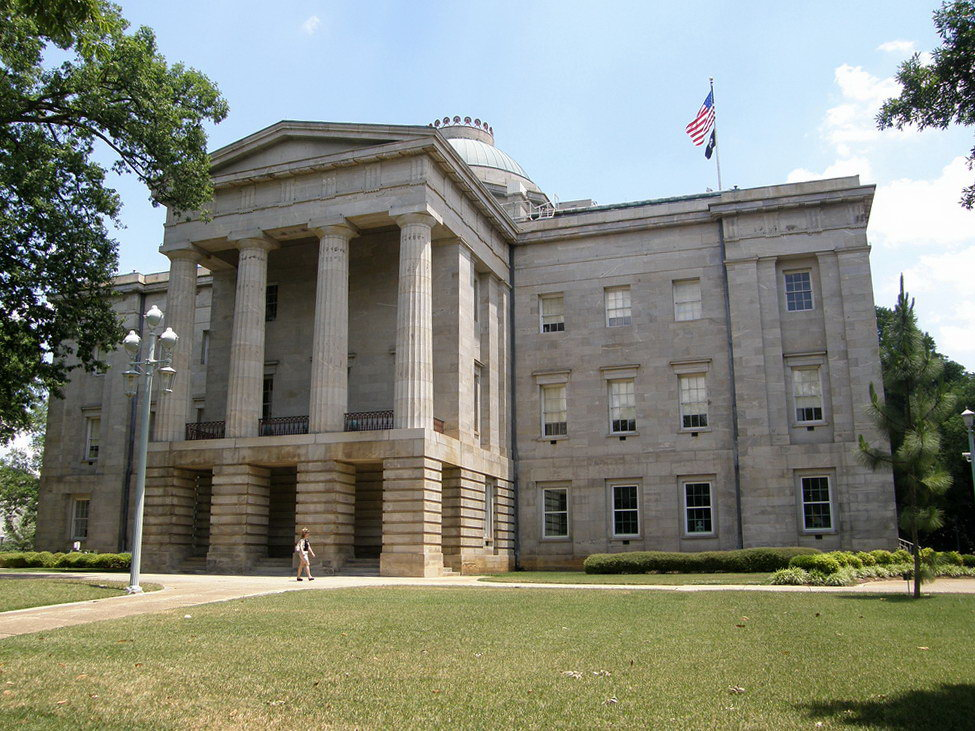
State Capitol in Raleigh, N.C.

1836 wurde die Eisenbahngesellschaft Wilmington and Raleigh Railroad gegründet, die später in Wilmington and Weldon Railroad umbenannt wurde. Ziel war die Verbindung der Hafenstadt Wilmington mit der Hauptstadt North Carolinas Raleigh. Durch einen Regierungsbeschluss von 1849 wurde die North Carolina Railroad gegründet, deren Aufgabe die westliche Ausdehnung der vorhandenen Bahnstrecken nach Greensboro, High Point und Charlotte war. Während des Bürgerkrieges erwies sich die Bahnstrecke Raleigh-Wilmington als essentiell für die Konföderierten. Vorräte die im Hafen von Wilmington eintrafen, konnten über diese Bahnstrecke zur Hauptstadt der Konföderation, nach Richmond in Virginia verschickt werden.
1840 wurde das heute noch erhaltene Regierungsgebäude in Raleigh fertiggestellt. Anders als in vielen anderen Bundesstaaten im Süden, entwickelte sich in North Carolina keine dominierende Schicht aus den Reihen der Sklavenhalter, die sogenannte Baumwoll-Aristokratie, sondern der Staat und seine Regierung wurde überwiegend durch unabhängige Farmer aus der Mittelschicht kontrolliert. Die meisten Sklavenhalter lebten in den Küstenregionen des Ostens, während die Bevölkerung im Nordwesten des Staates eher aus selbstständigen Farmer bestand, die keine Sklaven besaßen. Mitte des 19. Jahrhunderts wurden die ländlichen Regionen North Carolinas durch die 208 Kilometer lange „Eisenbahn der Bauern“ (engl. „farmer´s railroad“) verbunden. Sie führte von Fayetteville im Osten nach Bethania, nordwestlich von Winston-Salem und bestand aus Holzschienen.

## Amerikanischer Bürgerkrieg und Wiedereingliederung
Hauptartikel: Sezessionskrieg, Reconstruction
Im Jahre 1860 blickte North Carolina auf eine lange Tradition der Sklavenhaltung zurück, etwa ein Drittel der Bevölkerung waren Sklaven afrikanischer Abstammung, ein geringerer Anteil als in den meisten anderen Staaten der Konföderation. Darüber hinaus gab es einen bemerkenswerten Anteil freier Schwarzer in der Bevölkerung, etwa 30.000 Menschen, meist Nachfahren der im 18. Jahrhundert aus Virginia eingewanderten Siedler North Carolina stimmte anfangs nicht für einen Beitritt zur Konföderation, erst der Aufruf des Präsidenten Abraham Lincoln in den Schwesterstaat South Carolina einzumarschieren, veranlasste North Carolina sich den Konföderierten anzuschließen. Der 1862 gewählte Gouverneur Zebulon Baird Vance versuchte die staatliche Autonomie North Carolina gegen Jefferson Davis, den Präsidenten der Konföderierten in Richmond, zu verteidigen.
Selbst nach der Sezession verweigerten einige North Carolinier den Konföderierten ihre Unterstützung, überwiegend waren dies Farmer aus den Bergen und dem Piedmont, die nicht zu den Sklavenhaltern gehörten. Einige dieser Farmer blieben während des Bürgerkrieges neutral, während einige heimlich die Union unterstützten. Trotzdem waren Männer aus allen Teilen North Carolinas als Teil der Army of Northern Virginia, einem der wichtigsten Großverbände der Konföderierten, an den wesentlichen Schlachten des Sezessionskrieges beteiligt. Vier Regimenter aus North Carolina dienten in der Army of Tennessee. Auch wenn im Gebiet North Carolinas nur wenige Schlachten geschlagen wurden, rekrutierte man mehr als 125.000 Soldaten, mehr als in jedem anderen konföderierten Staat. Etwa 40.000 Soldaten überlebten den Krieg nicht.
Die größte Schlacht auf dem Gebiet North Carolinas war die Schlacht von Bentonville im Frühjahr 1865. Sie war ein verzweifelter Versuch des konföderierten Generals Joseph E. Johnston, den Vormarsch der Unionstruppen unter Generalmajor William Tecumseh Sherman durch die Carolinas aufzuhalten. Johnston ergab sich wenige Tage später seinem Gegner Sherman in Bennett Place, nahe dem heutigen Durham. Damit kapitulierte der letzte größere Kampfverband der Konföderierten, was die militärischen Auseinandersetzungen beendete. Wilmington als letzter Hafen der Konföderation fiel ebenfalls im Frühsommer des Jahres 1865.
Der erste Konföderierte Soldat, der im Bürgerkrieg getötet wurde, war Henry Wyatt aus North Carolina. Er starb im Gefecht bei Big Bethel im Juni 1861. Im Juli 1863 war das 26. North Carolina Regiment in Gettysburg an der Picketts Charge beteiligt und schaffte es von allen beteiligten konföderierten Regimentern am weitesten in die Linien der Unionsarmee vorzudringen. Während der Schlacht am Chickamauga war es das 58. North Carolina Regiment, dass am weitesten auf den Snodgrass Hill vordrang, um den Rückzug der Unionssoldaten vom Schlachtfeld zu erzwingen. Am Appomattox Court House waren es Soldaten des 75. Carolina Regiments, einer Einheit der Kavallerie, die die letzten Schüsse der Army of North Virginia im Sezessionskrieg abgaben. Viele Jahre gaben die North Carolinier damit an „First at Bethel, Farthest at Gettysburg and Chickamauga, and Last at Appomattox.“ (engl. Als Erster in Bethel, am weitesten in Gettysburg und Chickamauga und als Letzter in Appomattox) gewesen zu sein.
Nach dem Krieg, während der Reconstruction, zogen sowohl Afroamerikaner und weiße Immigranten, sogenannte carpetbagger, aus dem Norden in den Staat. Viele der Schwarzen waren aus der Sklaverei geflohen und kehrten zurück, nachdem ihnen im Norden ein Mindestmaß an Bildung vermittelt worden war. Dennoch blieb der Analphabetismus ein wesentliches Problem der unteren Schichten, der Afroamerikaner und etwa einem Drittel der weißen Bevölkerung. Das Misstrauen der angestammten Bevölkerung war sowohl gegenüber den afroamerikanischen als auch den weißen Immigranten sehr hoch, bei der konstitutionellen Versammlung waren von 133 Delegierten nur 18 aus dem Norden und nur 15 waren afroamerikanischer Herkunft.
North Carolina wurde nach Verabschiedung einer neuen Verfassung, die sich durch die Förderung der Bildung, das Verbot der Sklaverei, das allgemeine Wahlrecht und die Schaffung sozialer Einrichtungen auszeichnete am 4. Juli 1868 wieder in den Staatenbund aufgenommen. Der 14. Zusatzartikel zur Verfassung der Vereinigten Staaten, der die Gleichbehandlung der Bürger nach dem Bürgerkrieg regelte, wurde ebenfalls ratifiziert. Während dieser schwierigen Phase der Reconstruction war ein Bürger North Carolinas Präsident der Vereinigten Staaten, Andrew Johnson der dem Land als 17. Präsident von 1865 bis 1869 diente.

## Entrechtung der schwarzen Bevölkerung
1870 kam in North Carolina die demokratische Partei an die Macht. Gouverneur William Woods Holden versuchte unter Aufbietung aller zivilen Kräfte die um sich greifende Gewalt einzudämmen, die vom Ku Klux Klan ausging. Daraufhin beschuldigten ihn die Konservativen, mit der Union gemeinsame Sache zu machen, an die soziale Gleichheit zwischen den Rassen zu glauben und der Korruption. Als die Legislative daraufhin ein Amtsenthebungsverfahren gegen ihn einleitete, wurde er jedoch nur des missbräuchlichen Einsatzes der Truppen und finanzieller Mittel zur Niederschlagung eines Aufruhrs, sprich der Aktivitäten des Klans, beschuldigt. Er wurde 1871 seines Amtes enthoben.
Nach der Inkraftsetzung des Ku Klux Klan Act im Jahre 1871 verfolgte der Generalstaatsanwalt Amos T. Akerman die Klanmitglieder unerbittlich. Während der späten 1870er kam es im Piedmont verstärkt zu Gewaltausbrüchen, als Weiße versuchten, die Teilnahme von Afroamerikanern an Wahlen zu verhindern.
Wie in anderen Südstaaten auch versuchten die Weißen, sobald sie wieder an der Macht waren, die Vorherrschaft der weißen Bevölkerung erneut zu etablieren. Dennoch war die Anzahl afroamerikanische Amtsträger auf lokaler Ebene auf einem Höhepunkt, gewählt in den Bezirken mit einer schwarzen Bevölkerungsmehrheit. Im Jahr 1894, nach einer langen Zeit schwerer Probleme in der Landwirtschaft, gewann eine gemischtrassische Koalition aus Republikanern und Populisten die Mehrheit im Bundesstaat. Weiße Demokraten arbeiteten daran, die Koalition zu zerstören und das Wahlrecht afroamerikanischer und verarmter weißer Bevölkerungsschichten einzuschränken.
1896 verabschiedete North Carolina ein Statut, durch das sich die Teilnahme an Wahlen deutlich erschwerte und den Anteil schwarzer Wähler erheblich reduzierte. Nach einer von Gewalt geprägten Wahl gewannen die Demokraten 1896 die Wahl und übernahmen wieder die Macht im Staat. Nach der Verabschiedung einer neuen Verfassung 1900 mit einem Zusatz zum Wahlrecht, wurden die Voraussetzungen an einer Wahl so erschwert, dass an der Wahl 1904 keine Afroamerikaner und nur noch wenige Weiße aus den unteren Bevölkerungsschichten teilnehmen konnten. Zeitgenössische Quellen schätzen, dass etwa 75.000 schwarze Männer das Wahlrecht verloren.
Dank der Kontrolle der Legislative gelang es den Demokraten, die Jim-Crow-Gesetze zur Rassentrennung in öffentlichen Gebäuden und Verkehrsmitteln durchzusetzen. Es dauerte mehr als 60 Jahre, bis die afroamerikanische Bevölkerung wieder vollen Zugang zu den Bürgerrechten erhielt. Ohne die Möglichkeit zu wählen, war es den schwarzen Bürgern nicht möglich, ein öffentliches Amt wie zum Beispiel Sheriff, Friedensrichter, Jurymitglied, Untersuchungsbeamter oder Mitglied der Schulaufsichtsbehörden, zu übernehmen. Die Vertreibung der Schwarzen von der Wahlurne unterbrach die Entwicklung der aufstrebenden schwarzen Mittelklasse in North Carolina dauerhaft.

## Entwicklung North Carolinas nach dem Bürgerkrieg

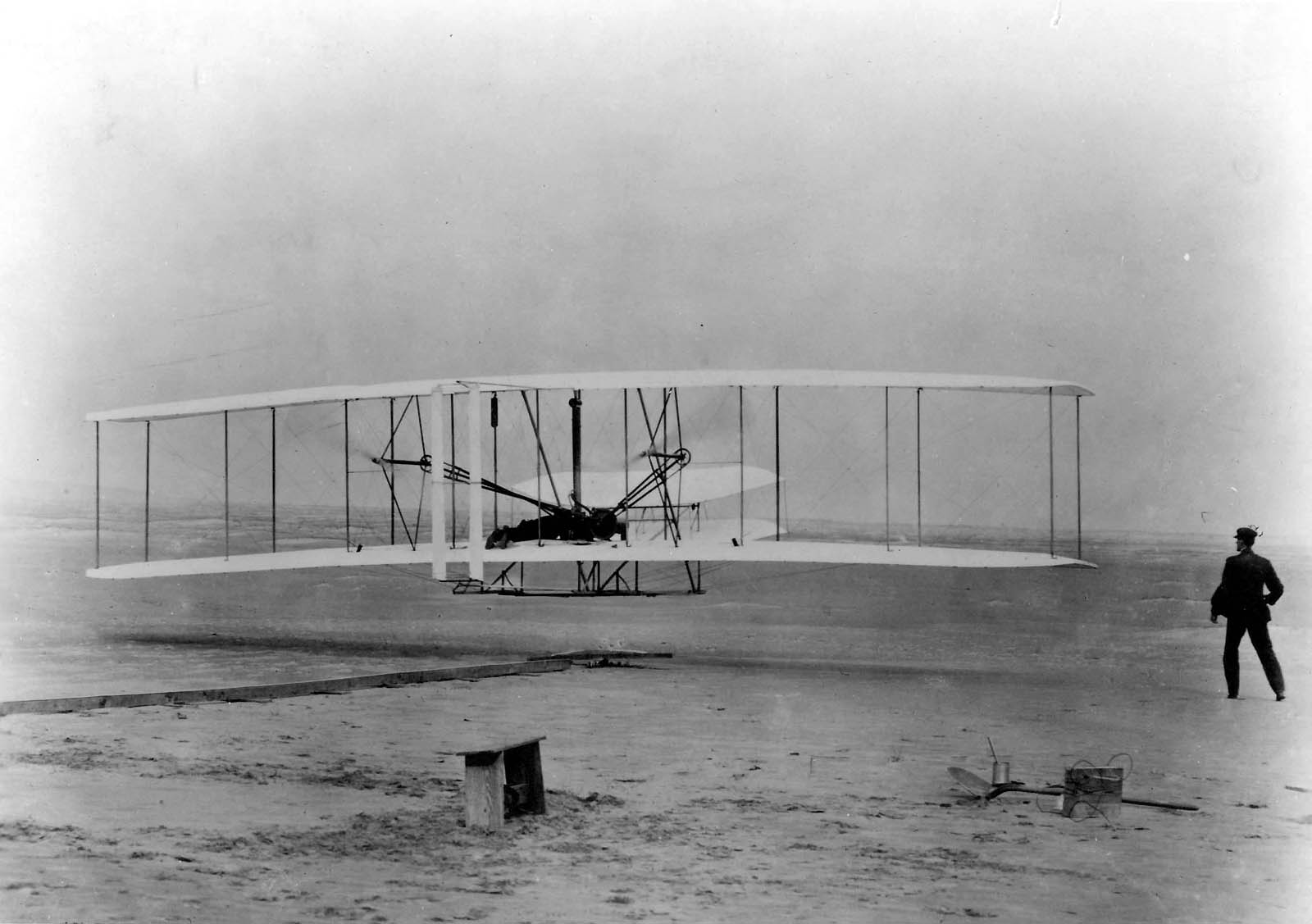
Erster Flug in Kitty Hawk

Im späten 19. Jahrhundert entwickelte sich im Piedmont die Baumwoll- und Textilindustrie, die Entwicklung dieser Industrien half dem Staat eine Alternative zur bislang überwiegend auf die Landwirtschaft gestützte Wirtschaft zu entwickeln. Anfangs wurden Afroamerikaner aufgrund der Rassentrennung nicht in den neu entstandenen Fabriken der Textilindustrie eingestellt.
Am 17. Dezember 1903 starteten die Gebrüder Wright den ersten erfolgreichen bemannten Motorflug der Menschheit in Kitty Hawk, North Carolina.
Als Reaktion auf die Rassentrennung, die Entrechtung und die Schwierigkeiten in der Landwirtschaft verließen zehntausende Afroamerikaner in der ersten Welle der afroamerikanischen Bevölkerungswanderung zwischen 1910 und 1930 North Carolina. Sie zogen nach Norden, vor allem in Städte wie New York, Washington, D.C., Baltimore und Philadelphia in der Hoffnung auf bessere Lebensbedingungen und Arbeit.
Anfang des 20. Jahrhunderts begann North Carolina mit einer großangelegten Bildungsinitiative und einem Straßenbauprojekt, um die Wirtschaft des Staates anzukurbeln. Die Bildungsinitiative, die von Gouverneur Charles Aycock ins Leben gerufen wurde, sorgte dafür, dass in North Carolina während Aycocks Amtszeit pro Tag etwa eine Schule gebaut wurde. Dazu bekam der Staat Unterstützung durch die Julius-Rosenwald-Stiftung, die in den 1920er und 1930er Jahren Gelder für den Bau hunderter Schulen für afroamerikanische Kinder in den ländlichen Regionen des Staates zur Verfügung stellte. Das staatliche Straßenbauprojekt begann in den 1920er Jahren, nachdem das Automobil sich zu einem beliebten Fortbewegungsmittel entwickelt hatte. Während der ersten Jahrzehnte des 20. Jahrhunderts wurden etliche wichtige Einrichtungen der amerikanischen Streitkräfte, beispielsweise Fort Bragg, in North Carolina angesiedelt.

## North Carolina nach dem New Deal
Nach dem New Deal, einem Programm zu Wiederbelebung der Binnenkonjunktur von Franklin D. Roosevelt, hat sich North Carolina im Bereich der Bildung und der Produktion besonders gut entwickelt. Während des Zweiten Weltkrieges versorgte North Carolina die Streitkräfte des Landes mit etlichen lokal produzierten Waren. Aus North Carolina wurden mehr Textilien an die Armee ausgeliefert als von irgendeinem anderen Staat. North Carolina legte darüber hinaus einen Schwerpunkt auf die Forschung und die universitäre Entwicklung. Drei dieser Universitäten bilden das sogenannte Forschungsdreieck, englischResearch Triangle Park: Die University of North Carolina in Chapel Hill, die 1789 gegründet und nach den 1930er Jahren kontinuierlich ausgebaut wurde, die 1924 neu gegründete North Carolina State University und die Duke University. 

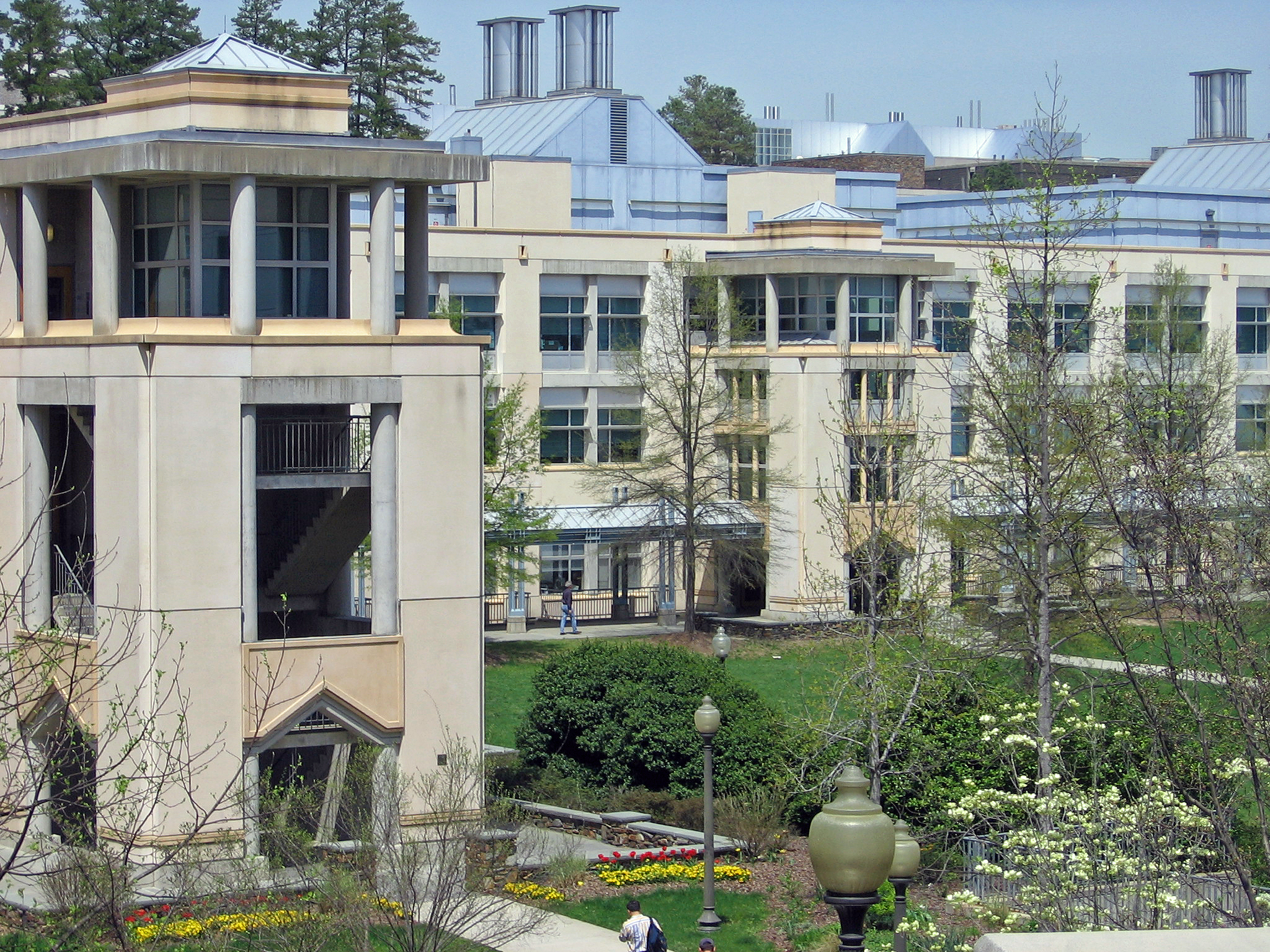
Das Levine Science Research Center an der Duke University

1931 bildete sich in Raleigh die Negro Voters League, die sich für die Wahlregistrierung afroamerikanischer Bürger einsetzte. Die Stadt verfügte über eine gebildete und politisch interessierte schwarze Mittelklasse und es gelang der League bis 1946 7000 afroamerikanische Wähler in die Wahllisten eintragen zu lassen. Angesichts der Rassentrennung war dies ein beachtenswerter Erfolg. Die Arbeit im Bereich der Aufhebung der Rassentrennung und der Wiederherstellung der Bürgerrechte für die afroamerikanische Bevölkerung wurde in ganzen Staat fortgesetzt, 1960 waren in North Carolina beinahe 25 % der Bevölkerung afroamerikanischer Abstammung und lebten ohne die vollen Bürgerrechte Afroamerikanische Studenten begannen die Greensboro-Sit-Ins an der Lunchtheke im Kaufhaus Woolworth in Greensboro, an der es zwei Bereiche gab: Zum einen ein mit Stühlen ausgestatteter Thekenabschnitt für Weiße und einen Bereich ohne Stühle für Schwarze. Vier Studenten der North Carolina Agricultural and Technical State University, traditionell eine Universität für Schwarze, setzen sich und weigerten sich ihr Essen weiterhin im Stehen einzunehmen. Sie setzen diesen Protest fort und am 25. Juli 1960 wurde es Schwarzen bei Woolworths offiziell erlaubt im Sitzen zu essen. Diese Form des Widerstandes verbreitete sich über den ganzen Süden, was langsam die Integration in öffentlichen Gebäuden zur Folge hatte.
Nach der Verabschiedung des Civil Rights Act of 1964 und dem Voting Rights Act 1965 begann die afroamerikanische Bevölkerung des Staates sich in vollem Umfang an dem politischen Leben zu beteiligen. 1973 schrieb Clarence Lightner mit seiner erfolgreichen Kandidatur um das Amt des Bürgermeisters von Raleigh amerikanische Geschichte: Er war der erste Afroamerikaner, der in den USA als Bürgermeister gewählt wurde, der erste schwarze Bürgermeister der Stadt und der erste schwarze Bürgermeister in einer Gemeinde mit überwiegend weißer Bevölkerung.
1971 wurde die dritte Verfassung des Bundesstaates North Carolina ratifiziert, ein Zusatz von 1997 gibt dem Gouverneur das Veto-Recht über die meisten legislativen Entscheidungen.
In den 1990er Jahren initiierte North Carolina mit dem Smart Start Programm (1993) ein national beachtetes Modellprogramm, um Kinder in gesundheitlicher und mentaler Sicht zur Schulreife zu führen. 1994 wird die Region Raleigh-Durham zum lebenswertesten Platz der USA gewählt. Während Gouverneur James Baxter Hunt Jr. 1996 zum vierten Mal wiedergewählt wurde und damit einen einsamen Rekord aufstellte, wurde mit Elaine F. Marshall erstmals eine Frau in das Amt des Secretary of State und damit in ein Amt mit staatsweiter Bedeutung in North Carolina, gewählt.